# Grote Prijs Raf Jonckheere 1970
De 20e editie van de Belgische wielerwedstrijd Grote Prijs Raf Jonckheere werd verreden op 27 juli 1970. De start en finish vonden plaats in Westrozebeke. De winnaar was Noël Vantyghem, gevolgd door Frans Melckenbeeck en Jean-Marie Leblanc.

## Uitslag
| Grote Prijs Raf Jonckheere 1970 |                    |                     |      |
| Plaats                          | Naam               | Ploeg               | Tijd |
| Winnaar                         | Noël Vantyghem     | Hertekamp-Magniflex |      |
| 2                               | Frans Melckenbeeck | Goldor-Fryns-Elvé   |      |
| 3                               | Jean-Marie Leblanc | Bic                 |      |

1951 · 1952 · 1953 · 1954 · 1955 · 1956 · 1957 · 1958 · 1959 · 1960 · 1961 · 1962 · 1963 · 1964 · 1965 · 1966 · 1967 · 1968 · 1969 · 1970 · 1971 · 1972 · 1973 · 1974 · 1975 · 1976 · 1977 · 1978 · 1979 · 1980 · 1981 · 1982 · 1983 · 1984 · 1985 · 1986 · 1987 · 1988 · 1989 · 1990 · 1991 · 1992 · 1993 · 1994 · 1995 · 1996 · 1997 · 1998 · 1999 · 2000 · 2001 · 2002 · 2003 · 2004 · 2005 · 2006 · 2007 · 2008 · 2009 · 2010 · 2011 · 2012 · 2013 · 2014 · 2015 · 2016 · 2017 · 2018 · 2019 · 2020 · 2021 · 2022